# Coccophagus quaestor
Coccophagus quaestor är en stekelart som beskrevs av Girault 1917. Coccophagus quaestor ingår i släktet Coccophagus och familjen växtlussteklar.
Artens utbredningsområde är:
- El Salvador.
- Peru.

Inga underarter finns listade i Catalogue of Life.